# David Socha
Pour les articles homonymes, voir Socha (homonymie).
David Socha, né le 27 septembre 1938 à Springfield (Massachusetts) et mort le 10 février 2025, est un arbitre américain de football. Il débute en 1972, devient arbitre international dès 1977 et arrête en 1986.

## Carrière
Il a officié dans des compétitions majeures :
- Coupe du monde 1982 (1 match)
- JO 1984 (3 matchs)
- Coupe du monde 1986 (1 match)